# Andrej Šťastný
Andrej Šťastný (* 24. leden 1991, Považská Bystrica) je slovenský hokejista. V současnosti (2018/2019) hraje za hokejový klub HC ’05 iClinic Banská Bystrica v Tipsport liga (Slovensko).

## Reprezentace
Statistiky reprezentace na Mistrovstvích světa a Olympijských hrách:
| Turnaj        | Místo konání                             | Z  | G | A | B | Umístění  | Soupisky         |
| ------------- | ---------------------------------------- | -- | - | - | - | --------- | ---------------- |
| MS 2014       | Bělorusko (Minsk)                        | 6  | 0 | 0 | 0 | 9. místo  | Soupiska MS 2014 |
| MS 2016       | Rusko (Moskva, Petrohrad)                | 4  | 0 | 0 | 0 | 9. místo  | Soupiska MS 2016 |
| MS 2017       | Německo Francie (Kolín nad Rýnem, Paříž) | 6  | 0 | 0 | 0 | 14. místo | Soupiska MS 2017 |
| Celkem na MS  |                                          | 16 | 0 | 0 | 0 |           |                  |
| Celkem na ZOH |                                          | 0  | 0 | 0 | 0 |           |                  |